# Johann Gottlieb Theophil Bosseck
Johann Gottlieb Theophil Bosseck (* 3. April 1718 in Leipzig; † 7. Juni 1798 ebenda) war ein deutscher lutherischer Orientalist und Hebraist. Er unterrichtete an der Universität Leipzig.

## Leben
Johann Gottlieb Theophil Bosseck begann 1735 ein Studium an der Universität Leipzig. Zwei Jahre später beendete er das Studium und wurde zum Baccalaureus artium ernannt. Die Universität promovierte ihn 1739 zum Magister artium und 1743 zum Baccalaureus der Theologie.
Im Jahr 1745 stellte die theologische Fakultät Bosseck als außerordentlichen Professor für Hebraistik und Orientalistik ein.
1754 hatte Bosseck ein Kollegiat am Sächsischen Landesgymnasium Sankt Afra inne. 1762 lässt er sich als Domherr zu Wurzen nachweisen, 1773 als Präses der Philobiblischen Gesellschaft.
In Leipzig wurde Bosseck 1789 zum Doktor der Philologie promoviert. Er starb ebenda 1798 im Alter von 80 Jahren.

## Schriften
- De felicitate parentum per laudabilem liberorum educationem promovenda, non nihil disserit (Leipzig 1739, mit Christian Gottfried Philippi)
- Cultum Fluminum apud Graecos exponet. Ad. Esa. LVII. comm. VI. (Leipzig 1740)
- Disputationes apud Ebraeos (Leipzig 1741)
- De sacrificiis Caini et Habelis miq-qēṣ yāîm oblatis (Leipzig 1751)
- Henrici Benedicti Starkii Or Diḳduḳ (zwei Bände, Leipzig 1764)